# Roger Krug Guedes
Roger Krug Guedes (* 2. Oktober 1996 in Ibirubá, RS) ist ein brasilianischer Fußballspieler. Der Rechtsfuß spielt vorwiegend im offensiven Mittelfeld, wird aber auch im Angriff eingesetzt.

## Karriere
Roger Guedes erhielt seine fußballerische Ausbildung beim Criciúma EC. Hier schaffte er 2014 auch den Sprung in den Profikader. Am 23. November 2014 spielte er in der Série A 2014 gegen den CR Flamengo, wo er in der 46. Minute eingewechselt wurde. Am letzten Spieltag erzielte er bei seinem dritten Einsatz sein erstes Ligator im Spiel gegen den SC Corinthians. Am Saisonende belegte sein Klub den 20. Tabellenplatz und musste absteigen. In der Folgesaison 2015 kam er in verschiedenen Wettbewerben zu 42 Einsätzen, in welchen Roger Guedes vier Tore erzielte. Davon 21 Spiele und zwei Tore in der Série B.
Zur Saison 2016 wechselte Roger Guedes zu SE Palmeiras. In der Série A 2016 gewann er mit dem Klub die nationale Meisterschaft. Hierzu trat er in 31 Spielen an und erzielte vier Tore. Zur Saison 2018 wurde Guedes im Austausch mit Marcos Rocha für ein Jahr an Atlético Mineiro ausgeliehen.
Im Juli 2018 wurde Guedes von Shandong Luneng Taishan aus China verpflichtet. Die Ablösesumme betrug 9,5 Millionen Euro. Hiervon gingen an seine ehemaligen Klubs Atlético Mineiro 2,5 Mio. und 2,7 Mio. an Criciúma. Sein erstes Spiel in der Chinese Super League bestritt Guedes am 14. Spieltag der Saison 2018. Am 28. Juli 2018 traf sein Klub auswärts auf Jiangsu Suning. In dem Spiel stand er in der Startelf. Am 26. Spieltag gelang ihm sein erstes Ligator für Shandong. Gegen Tianjin Teda spielte man am 20. Oktober 2018 zuhause und Guedes traf in der 71. Minute nach Vorlage von Graziano Pellè zum 2:0-Endstand.  Im Dezember 2020 konnte Guedes mit Shandong gegen Jiangsu FC den chinesischen Pokal 2020 gewinnen.
Ende August 2021 unterschrieb Guedes bei Corinthians São Paulo für fünf Jahre. Er wählte mit der Trikotnummer 123 eine für den Fußball ungewöhnliche hohe. Er erklärte es damit, dass er immer die 23 wählen würde, weil sein Sohn an einem 23. geboren wurde. Da diese im Klub aber durch Fagner genutzt würde, habe er sich für die 123 entschieden. Anfang Oktober wurde er zum Spieler des Monats September in der Série A 2021 gewählt.
Anfang August 2023 wurde der Wechsel von Guedes nach Katar zu al-Rayyan SC bekannt. Am Ende der Saison 2024/25 wurde Guedes mit 21 Toren Torschützenkönig der Liga.

## Erfolge
Palmeiras
- Brasilianischer Meister: 2016

Shandong
- Chinesischer Fußballpokal: 2020

Corinthians
- Copa do Brasil: 2022 Finalist

al-Rayyan SC
- Emir of Qatar Cup: 2025 Finalist

## Auszeichnungen
Qatar Stars League
- Torschützenkönig: 2024/25 (21 Tore)